# Singulisphaera acidiphila
Singulisphaera acidiphila ist ein Bakterium. Der Artname acidiphila weist auf den Lebensraum dieser Bakterien hin, sie tritt bevorzugt in sauren Feuchtgebieten auf. Der zelluläre Bauplan ähnelt durch eine innere Membran dem eukaryontischen Zellen.

## Merkmale
Singulisphaera acidiphila bildet kugelförmige Zellen (Kokken) mit einem Durchmesser von 3–4 μm. Sie treten einzeln, in Paaren oder in formlosen Aggregaten auf. Kraterförmige Strukturen sind über die gesamte Zelloberfläche verstreut. Die Zellen sind eingekapselt. Das Bakterium ist nicht beweglich, Flagellen sind nicht vorhanden. Im Gegensatz zu einigen anderen nahe verwandten Bakterien, wie z. B. Planctomyces, werden keine stielartige Strukturen zum Haften an einer Oberfläche gebildet. Die Anheftung erfolgt hingegen durch ein amorphes, ausgeschiedenes Haftmaterial. Zur Vermehrung werden Knospen gebildet. Die Gram-Färbung verläuft negativ. Die Kolonien sind undurchsichtig und nicht pigmentiert.
Innerhalb der Zelle befindet sich eine intracytoplasmatische Membran. Dies ist ein typisches Merkmal für das Phylum "Planctomycetes". Der innere Bereich des Plasmas wird als Pirellulosom, der äußere als Paryphoplasma bezeichnet. Im inneren Teil befindet sich das Nukleoid. Dies erinnert an den Zellkern von den Eukaryonten, welcher von einer Doppelmembran umhüllt ist. Ein ähnlicher Bauplan der Zellen findet sich auch bei den Arten des Bakterienstammes Verrucomicrobia.

## Stoffwechsel und Wachstum
Singulisphaera acidiphila ist chemoorganotroph. Wie auch die nah verwandte Art Singulisphaera rosea, kann S. acidiphila keine Fermentation als Stoffwechselweg nutzen. Beide Arten sind auf Sauerstoff angewiesen (aerob) und tolerieren auch niedrige Konzentrationen (mikroaerob). Optimale Temperaturen für das Wachstum von Singulisphaera acidiphila liegen zwischen 20 und 26 °C. Natriumchlorid (NaCl) hemmt bei Werten über 0,5 % das Wachstum. Bestes Wachstum erfolgt bei relativ niedrigen pH-Werten von 5,0–6,2. Es werden Werte von 4,2–7,5 toleriert, man spricht hierbei von acidophilen Bakterien. Die verwandte Art Singulisphaera rosea zeigt noch bei pH 3,2 Wachstum, ist also stärker acidophil. Als Stickstoffquellen werden verschieden organische Stickstoffverbindungen, Ammonium und einige Aminosäuren genutzt. Nitrat wird hierzu nicht verwertet. Der Katalase- Oxidase- und Ureasetest verläuft positiv. Eine dissimilatorische Nitratreduktion, also Nutzung von Nitrat zur Energiegewinnung, findet nicht statt.
Die bevorzugten Wachstumssubstanzen sind Kohlenhydrate (Zucker) und N-Acetylglucosamin. Zu den von S. acidiphila genutzten Kohlenhydraten zählen Glucose, Fructose, Galactose und Cellobiose. Auch Fucose (ein Desoxyzucker), Lactat (Milchsäure) und Brenztraubensäure (Pyruvat) können genutzt werden. Folgende Stoffe können hydrolysiert (gespalten) werden: Laminarin, Pectin, Chondroitinsulfate, Äsculin, Gelatine, Pullulan, Lichenin und Xylan. Zellulose und Chitin werden von Singulisphaera acidiphila nicht genutzt, dies gilt auch für S. rosea.

## Systematik
Singulisphaera acidiphila wurde im Jahr 2008 zuerst beschrieben und zu der Familie Planctomycetaceae gestellt. Seit 2016 zählt die Art zu der Familie Isosphaeraceae. Arten dieser Familie sind chemoorganotroph und auf Sauerstoff angewiesen (aerob), einige können auch unter mikroaeroben Bedingungen wachsen. Das Wachstum der Arten erfolgt auf verschiedenen Zuckern und Polysacchariden. Andere Gattungen dieser Familie sind Aquisphaera, Paludisphaera, Isosphaera, Tundrisphaera und Tautonia.